# Регіон Обално-крашка
Регіон Обално-крашка (словен. Obalno-kraška regija) — статистичний регіон у Західній Словенії уздовж кордону з Італією. Ця прибережна область з субсередземноморським кліматом є єдиною областю з виходом до моря.

## Общини
До складу регіону входять такі общини:
Дівача, Хрпелє-Козіна, Ізола, Комен, Копер, Піран, Сежана.

## Демографія
Населення: 110 760. Середні вік населення: 43 роки. Частка іноземців є найвищою серед усіх регіонів — 4,2 %.

## Економіка
Цей регіон має найвищий відсоток людей, зайнятих у сфері послуг. Природні особливості сприяють розвитку туризму, транспорту та спеціальних сільськогосподарських культур. Структура зайнятості: 70,6 % послуги, 26,8 % промисловість, 2,6 % сільське господарство. 15 % ВВП створюється транспортом.

## Туризм
Регіон приваблює найбільший відсоток (24,5 %) загального числа туристів в Словенії. Туристи прибувають із: Словенії (41,9 %), Австрії (17 %), Хорватії (2,2 %), Італії (34,3 %), Німеччини (14,7 %), Великої Британії (2,8 %) та інших країн (29 %).

## Транспорт
Довжина автомобільних доріг: 55 км. Протяжність інших доріг: 822 км.